# Ailill Molt
Pour les articles homonymes, voir Lugaid.
Ailill ou Oilioll Molt mac Dathí est un roi de Connacht et Ard ri Érenn semi-légendaire, mort en 482. Il correspond au « Ailill » mentionné dans le Baile Chuinn Chétchathaig.

## Biographie
Aillil Molt mac Dathí mac Fiachra est considéré comme l'un des cinq, ou peut-être plus, fils (il serait le benjamin ?) de Dathí c'est-à-dire Nath Í mac Fiachrach, ancêtre éponyme Uí Fiachrach rois de Connacht. Sa mère est réputée être Ethne ingen Chonrach Caisa. Selon les listes royales médiévales,  Ailill Molt est le dernier Ard ri Erenn qui ne serait pas un descendant de Niall Noigiallach, l'ancêtre éponyme des Uí Néill. Son surnom signifie « bélier » ou « temps » mais on ne sait pas pourquoi il lui a été attribué.

## Règne
Successeur du cousin germain de son père Lóegaire mac Néill le fils de Niall Noigiallach, il aurait régné une vingtaine d’années sur l’Irlande comme Ard ri Erenn. On estime désormais que les listes d'Ard ri occultent le règne de Coirpre mac Néill vers 485 comme successeur de son frère Lóegaire
Les annalistes relèvent qu’il a célébré la fête païenne de Tara en 467, 469 et 470. Ses défaites et ses victoires contre le Leinster; respectivement à Duma Aichir en 468 et à Bri Eile en 475 ainsi que sa défaite finale et sa mort à la bataille d’Ocha devant une vaste coalition qui rassemblait selon les Annales des quatre maîtres  :
- Lugaid mac Lóegairi, son beau-frère et le fils de son prédécesseur;
- Muirchertach Mac Ercae, le cousin du précédent;
- Fiachra mac Lóegairi, roi de Dál nAraidi;
- Crimthann mac Énnai, roi de Leinster.

Ce combat, qui permit aux Uí Néill de s’imposer à la royauté de Tara, dut laisser une grande trace dans les mémoires car il sert de repère dans plusieurs « synchronismes » dont ceux de Flann Manistreach. Lugaid mac Lóegairi lui succéda comme roi de Tara.

## Mariage et descendance
Selon les généalogies Ailill Molt épousa Uchdelb fille Óengus mac Nad Froích Eóganachta et roi de Munster dont :
- Cellach
- Mac Ercae († vers 542)

## Sources
- (en) Philip Irwin « Ailill Molt (d.c. 482) », Oxford Dictionary of National Biography, Oxford University Press, 2004.
- (en) Francis J. Byrne Irish Kings and High-Kings Four Courts History Classics Dublin réédition  de  2001   (ISBN 1 851821961)
- (en) Edel Bhreathnach, Editor Four Courts Press for The Discovery Programme Dublin (2005)  (ISBN 978-1-85182-954-5) The kingship and landscape of Tara Historical Connachta and Early Ui Neill », Table 2 p.  342-343.
- Annales d'Ulster